# Kayts
Kayts (en tamil: லைடன் தீவு), también conocida como «Leiden» en neerlandés, es una pequeña isla frente a las costas de la península de Jaffna en el norte de Sri Lanka. También es llamada a veces Velanai. Kayts es también el nombre de un pueblo importante dentro de la isla. Hay varios otros pueblos dentro de la isla como Allaipiddy, Naranthanai y Karampan.
Está dividido en nueve barrios y cada barrio está representado por un concejal en el Ayuntamiento local. La mayoría de la gente son hindúes, junto con una minoría de musulmanes y cristianos. Hay varios templos hindúes, junto con una iglesia y una mezquita. La isla también posee una docena de escuelas. Waithilingham Duraiswamy un miembro conocido del Parlamento durante el período colonial británico y su hijo Yogendra Duraiswamy un activista hindú y diplomático bien conocido nacieron en Kayts.
Desde 1983 la isla de Kayts también ha sido escenario de la violencia como parte de la guerra civil de Sri Lanka, como cuando se produjo la masacre Allaipiddy.